# Tadeusz Naczas
Tadeusz Naczas (ur. 19 września 1935 w Sobieszynie) – polski działacz państwowy i inżynier, wiceprezydent (1974–1981) i prezydent Białegostoku (1981–1986).

## Życiorys
Absolwent Politechniki Warszawskiej ze specjalizacją w budowie samochodów i silników. W 1957 rozpoczął pracę w MPK Białystok jako pracownik techniczny i majster zmianowy. Od 1959 do 1962 kierownik działu technicznego, od 1962 wicedyrektor ds. technicznych, od 1973 pierwszy wicedyrektor i dyrektor MPK. Został szefem zakładowego klubu techniki i racjonalizacji MPK. 1 lutego 1974 objął stanowisko wiceprezydenta Białegostoku, a 15 października 1981 prezydenta tego miasta. Zajmował je do czerwca 1986.